# الغرفة الفتية الدولية
الغرفة الفتية الدولية (بالإنجليزية: Junior Chamber International)‏ هي منظمة غير ربحية تم تأسيسها سنة 1918 من طرف هنري جيسنبير، وتضم 200.000 عضوا أعمارهم بين 18 و40 سنة ، موزعين في 5000 غرفة فتية محلية بالعالم في أكثر من 100 بلدا.
يشارك كل عضو في الغرفة فلسفة التغيير الإيجابي، بهدف أن نحسن من أنفسنا وكذلك العالم من حولنا: «نحن نبحث عن حلول مناسبة لمشاكل محددة في مجتمعاتنا من أجل بناء عالم أفضل وخلق تأثير عالمي».

## مبادئ الغرفة وأهدافها
تعمل الغرفة الفتية الدولية وفق توجهات ومبادئ تقوم على أساس إحلال السلام بربط أواصر التآخي والتحابب بين أفراد في مختلف أرجاء العالم. تهدف الغرفة الفتية إلى المساهمة في الرقي الاجتماعي، وذلك بتكوين الشبان وتلقينهم تقنيات الإدارة والتسيير وتعويدهم بما يضمن خلق جيل من الشباب يمتاز بتفكير إيجابي قادر على تحمل المسؤولية ويتحلى بروح المبادرة ومتفتح على محيطه وينبذ عقلية الاتكال.

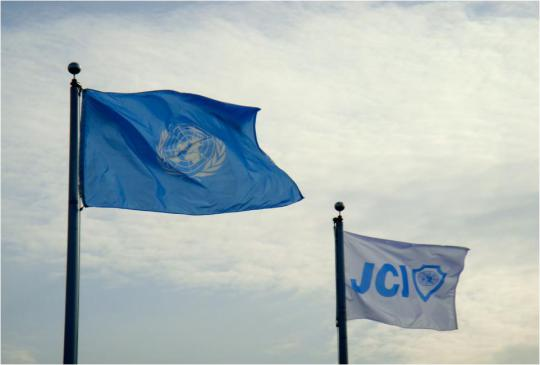
راية الغرفة الفتية الدولية (على يمين الصورة) وراية الأمم المتحدة (على اليسار)

## رؤية الغرفة
أن تكون الشبكة الدولية الرائدة للشباب المواطنين الفاعلين في العالم.

## مهمة الغرفة
توفير فرص التنمية للشباب من خلال منحهم القدرة على إحداث تغيير إيجابي. «لإحلال السلام في العالم من نحو دائم ونهائي».

## الميثاق
اعتمد في عام 1951، وشعار الغرفة الفتية الدولية المشتركة بين أعضاء الحركة في العالم، تم تجميعها في التعبير عن ستة مبادئ، تتلخص في الميثاق التالي:
"نحن نعتقد:
- أن الإيمان باللّه يعطي للحياة معناها الحقيقي،
- أن التآخي البشري يفوق سيادة الدول،
- أن الاجتهاد وحرية الأفراد يضمنان العدالة الاجتماعية والاقتصادية،
- أن قيادة الشعوب تعتمد القانون وترفض التعسف والحيف،
- أن الذات البشرية هي أهم المكاسب وأغناها،
- أن خدمة الإنسان هي أنبل عمل في الحياة."[4]

## تاريخ الغرفة
تأسست الغرفة الفتية سنة 1915 تحت اسم جمعية الشبان من أجل التقدم المدني بواسطة هنري جيسنبير، وأصبحت الغرفة الفتية الدولية يوم 11 ديسمبر 1944 عندما التقى ممثلون عن مجموعة الثمانية لإنشاء منظمة تعالج المشاكل الدولية. انطلقت الغرفة من ثمان دول لتضم اليوم أكثر من 100 دولة.

## المقر العالمي
تم إنشاء المقر الرئيسي العالمي للغرفة الفتية في عام 1951 ويقع في جملونات مرجانية، فلوريدا، الولايات المتحدة منذ عام 1969. في عام 2002، تم نقل المقر إلى سانت لويس بولاية ميسوري في الولايات المتحدة، حيث تأسست المنظمة المحلية الأولى في عام 1918. 20 موظفا بدوام كامل يعملون هناك، لتوفير مختلف الخدمات للأعضاء الغرفة الفتية.

## المنظمات المحلية
المنظمات الاتحادية الوطنية في الغرفة الفتية الدولية تنشط في أكثر من 6000 منظمة محلية تدعى شبتر، موزعة على أكثر من 120 دولة.
من أهم الغرف الفتية المحلية العربية ما يلي:
- الغرفة الفتية الاقتصادية التونسية[5] والتي تضم أكثر من 70 غرفة محلية من أهمهم
  - الغرفة الفتية الاقتصادية بتونس العاصمة[6]
  - الغرفة الفتية الاقتصادية بمنفلوري
  - الغرفة الفتية الاقتصادية بالفحص
  - الغرفة الفتية الاقتصادية بالقيروان
  - الغرفة الفتية الاقتصادية بأريانة[7]
  - الغرفة الفتية الاقتصادية بالمدرسة الوطنية للمهندسين بتونس[8]
  - الغرفة الفتية الاقتصادية بالزهراء[9]
  - الغرفة الفتية الاقتصادية برادس
  - الغرفة الفتية الاقتصادية ببني حسان
  - الغرفة الفتية الاقتصادية بحدائق المروج
- الغرفة الفتية الدولية المغربية[10]
- الغرفة الفتية الدولية اللبنانية[11]
- الغرفة الفتية الدولية السورية[12]
- الغرفة الفتية الدولية الأردنية

## تظاهرة الغرفة
في كل عام، تعقد الغرفة اجتماعات إقليمية تسمى مؤتمرات المناطق. وهي تهدف إلى إعطاء كل منظمة محلية أو وطنية الفرصة للمشاركة في التدريب وتوفير مناطق للتنمية، ويتم تنظيمها في:
- إفريقيا والشرق الأوسط
- آسيا والمحيط الهادئ
- الأمريكتين
- أوروبا

### المؤتمر العالمي
المؤتمر العالمي هي مناسبة يجتمع فيها أعضاء الغرفة المحلية ويتم تنظيمه كل سنة في دولة يتم اختيارها قبل سنتين في الموتمر الذي يسبقها مباشرة، كما يتم كل سنة انتخاب الرئيس العالمي في هذا المؤتمر.
وفي ما يلي، بعض من المؤتمرات العالمية السابقة:
- المؤتمر العالمي عدد 69 في لايبزيغ، ألمانيا في الفترة من 24 إلى 29 نوفمبر 2014
- المؤتمر العالمي عدد 68 في ريو دي جانيرو، البرازيل، من 04 إلى 09 نوفمبر عام 2013
- المؤتمر العالمي عدد 67 في تايبيه في تايوان عن 18 إلى 23 نوفمبر 2012.
- المؤتمر العالمي عدد 66 في بروكسل ببلجيكا خلال الفترة من 01 إلى 05 نوفمبر 2011.
- المؤتمر العالمي عدد 65 في أوساكا، اليابان في الفترة من 02 إلى 07 نوفمبر 2010
- المؤتمر العالمي عدد 64 في الحمامات، تونس من 16 إلى 21 نوفمبر 2009
- المؤتمر العالمي عدد 63 في نيودلهي، الهند في الفترة من 2 إلى 9 نوفمبر 2008